# Mohamed Tahar Abidi
Pour les articles homonymes, voir Abidi.
Mohamed Tahar Abidi (en arabe : محمد الطاهر عبيدي), aussi connu sous le nom de El Hadj Lakhdar (en arabe : الحاج لخضر), né le 13 mars 1916 à Aïn Touta en Algérie et mort le 23 février 1998 à Batna, est un révolutionnaire algérien qui a combattu dans les Aurès aux côtés de Mostefa Ben Boulaïd durant la guerre d'Algérie.

## Biographie
El Hadj Lakhdar, de son vrai nom Abidi Mohamed Tahar, naquit en 1916 au village de Ouled Chlih, dans la commune d'Aïn Touta, dans la région de Batna, au sein d’une famille pauvre. En 1936, à vingt ans, il quitta l'Algérie pour aller travailler en France. Il y rencontra un groupe d’Algériens qui se réunissaient de temps à autre pour évoquer leur pays et qui, comme lui, voulaient se débarrasser de la tutelle coloniale.
Après quatre années passées en France, El Hadj Lakhdar revint au pays. La première chose qu’il fit à son retour consista à mettre en place en 1939 à Batna une cellule clandestine dont le nombre d’éléments n’excédait pas 15. Les réunions de la cellule avaient pour siège la demeure de M. Méziane al Halouandji. L’activité se poursuivit durant trois années. En 1941, la cellule eut un premier contact avec le militant Mustapha Ben Boulaïd, au cours duquel celui-ci leur présenta un nouveau programme. En 1942, El Hadj Lakhdar constitua une autre cellule à Aïn Touta.
En 1944, Mustapha Ben Boulaïd le chargea d’accueillir les militants venant du Nord Constantinois. Par ailleurs, il s’occupait de réunir les armes avec l’aide de Lakhdar Ben Kawha, Belkacem Belayache ainsi que le moudjahid Ben Lakhdar au village El Hadjadj. La veille du premier novembre, El Hadj Lakhdar rencontra le commandant Mustapha Ben Boulaïd ainsi qu’un groupe important de maquisards et Ben Boulaïd le désigna comme chef de l’un des groupes. Il poursuivit son combat dans les Aurès et gravit les échelons de la hiérarchie militaire. El Hadj Lakhdar fut l’un de ceux qui se succédèrent à la tête de la Wilaya I historique avant d’être appelé par la direction du FLN à rejoindre Tunis.
Après l'indépendance, il a œuvré  entièrement dans les associations de bienfaisance. Parmi ses œuvres, on citera :
- Sa contribution à la construction de la mosquée du 1er novembre 54 à Batna;
- Sa participation au projet de l'Université de Batna;
- Support pour l'implantation d'un Aéroport International.

Il mourut le 23 février 1998 à Batna.

## Postérité
L'Université de Batna est nommée Hadj Lakhdar en son honneur.